# Antilocapra pacifica
Espèce
Antilocapra pacifica est une espèce fossile de mammifères de la famille des Antilocapridae ayant vécu au Pléistocène supérieur dans l'Ouest des États-Unis où ses restes fossiles ont été découverts en Californie. Décrite comme une nouvelle espèce en 1991, la validité du taxon reste débattue.

## Description
Les fossiles d’Antilocapra pacifica ont été découverts dans le delta du fleuve San Joaquin près de la ville d'Antioch dans le centre ouest de la Californie. 
A. pacifica est relativement proche de l'espèce actuelle Antilocapra americana mais présente des différences anatomiques ce qui fait la fait considérée comme une espèce distincte. Toutefois cela a été remis en cause en 2000 par Saysette.
La morphologie des os de la cheville, de l'orbite, et de la fosse temporale différencie A. pacifica de façon marquée par rapport à A. americana. Cette nouvelle espèce diffère également par sa largeur crânienne et la circonférence de la cheville. 

## Systématique
Le nom valide complet (avec auteur) de ce taxon est Antilocapra pacifica Richards (d) & McCrossin (d), 1991.

### Publication originale
- (en) Gary D. Richards et Monte L. McCrossin, « A new species of Antilocapra from the late Quaternary of California », Geobios, Pays-Bas, vol. 24, no 5,‎ 1991, p. 623-635 (DOI 10.1016/0016-6995(91)80027-W, lire en ligne).